# تصوير الإغراء
تصوير الإغراء (بالإنجليزية: Glamour photography) هو نوع من التصوير الفوتوغرافي والذي يتم فيه تصوير الجسم بوضعية شهوانية بملابس كاملة إلى حد العري. المصطلح قد يكون تلطيف لتسمية تصوير جنسي.
بالنسبة عارضي الإغراء، فإن شكل الجسم ووزنه ذي علاقة مباشرة بالنجاح.
هذا النوع من التصوير درج على تسميته بالإنجليزية لدى العامة باسم "تشيز كيك" للنساء، و"بيف كيك للرجال.

الممثلة والراقصة هياتم.

التصوير الإغرائي عمومًا صورة مؤلفة من موضوع في موقع ساكن. مواضيع التصوير الإغرائي في الاستخدام الاحترافي عادةً ما يكونوا عارضين محترفين، فيما تكون عادة الصورة مستعملة لأغراض تجارية، بما فيها من أعمال ذات إنتاج ضخم مثل الرُزنامات، صور العلقات، ومجلات رجال مثل مكسيم؛ ولكن أحيانًا يتم استخدام العارضين الهواة أيضًا، وفي بعض الأحيان يتم اجرء الصور للاستخدام الخاص أو الشخصي حصرًا. المصوريون يستخدمون مجموعة من تقنيات مستحضرات التجميل، والإضاءة، والفرش الهوائية لإنتاج الصورة الجذابة للعارض.

## المجلات
معايير وأساليب تغيرت بمرور الوقت، ما يعكس على سبيل المثال التغيرات في القبول والذوق المجتمعي. في مطلع التسعينات، مصورون أميركيون مثل روث هارييت لويز، وجورج هريل صورا مشاهير باضفاء حالة سحرية على مكانتهم وذلك باستخدام تقنيات الإضاءة لتطوير تأثيرات دراماتيكية.
حتى الخمسينات، التصوير الإغرائي في الإعلانات والمجلات الرجالية كان موضع جدّل أو حتى غير قانوني.[بحاجة لمصدر] في بعض البلدان، إن لم تكن غير قانونية، فمثل هذه المجلات تحجب من العرض على العامة، وبعضها كان يعرض بغطاء بلاستيكي. سوقت مجلات أبرزت صور إغراء على أنها «مجلات فنيّة» أو «مجلات صحية».